# Фудзімото Дзюнго
Фудзімото Дзюнго (яп. 藤本 淳吾, нар. 24 березня 1984, Канаґава) — японський футболіст.

## Виступи за збірну
2007 року дебютував в офіційних матчах у складі національної збірної Японії. Відтоді провів у формі головної команди країни 13 матчів.

## Статистика виступів
| Збірна Японії | Збірна Японії | Збірна Японії |
| Роки          | Ігри          | голи          |
| ------------- | ------------- | ------------- |
| 2007          | 4             | 0             |
| 2008          | 0             | 0             |
| 2009          | 0             | 0             |
| 2010          | 2             | 0             |
| 2011          | 4             | 0             |
| 2012          | 3             | 1             |
| Усього        | 13            | 1             |

## Титули і досягнення
- Володар Суперкубка Японії: 2011

Збірні
- Володар Кубка Азії: 2011